# Kollafjørður
Kollafjørður é uma povoação das Ilhas Faroés, situada na costa sudeste da ilha de Streymoy. 
Constitiu um importante porto regional. Possui cerca de 873 habitantes, de acordo com o censo de 2007. Pertence à comuna de Tórshavn. 

Localização junto à costa do fiorde que lhe dá nome, o Kollafjørður, no norte da ilha, numa extensão de cerca de 10 quilómetros. Possui um porto pesqueiro e diversas fábricas de tratamento de peixe. Possui supermercado e outras lojas, assim como uma fábrica de janelas. Dispõe também de um banco Eik Banki. Existe desde a Idade Média.
A sua igreja é tipicamente faroesa, construída em madeira em 1837. Possui janelas laterais e uma pequena torre de relógio.
No início de julho, Kollafjørdur celebra todos os anos uma festa local chamada Sundslagsstevna.

## Pessoas ilustres
- Jens Christian Djurhuus (1773-1853), agricultor e músico famoso pelas suas baladas baseadas em antigas sagas[5]
- Johan Dalsgaard (1966-), ator
- Sverri Djurhuus (1920-2003), escritor

## Galeria

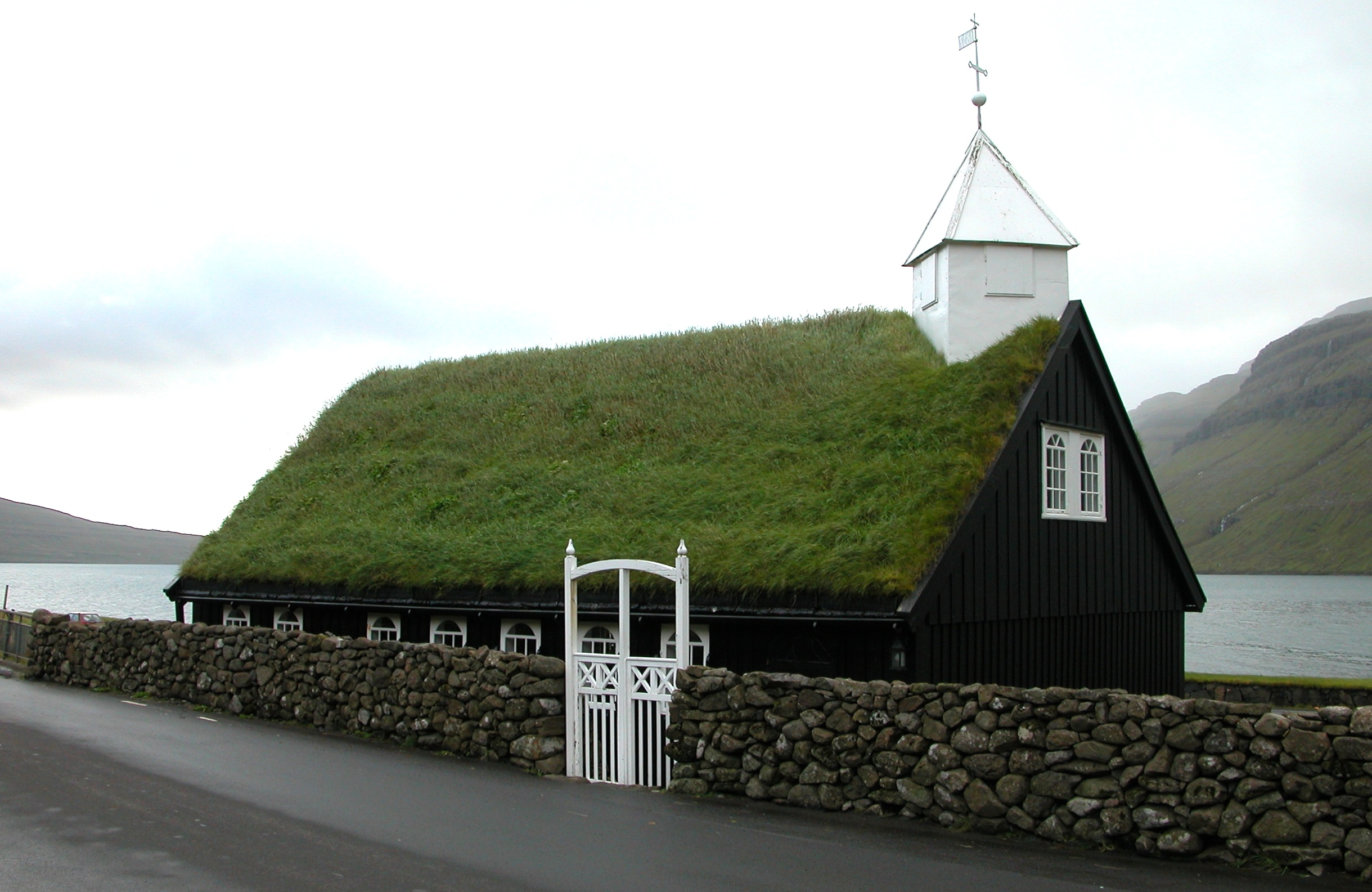
Igreja
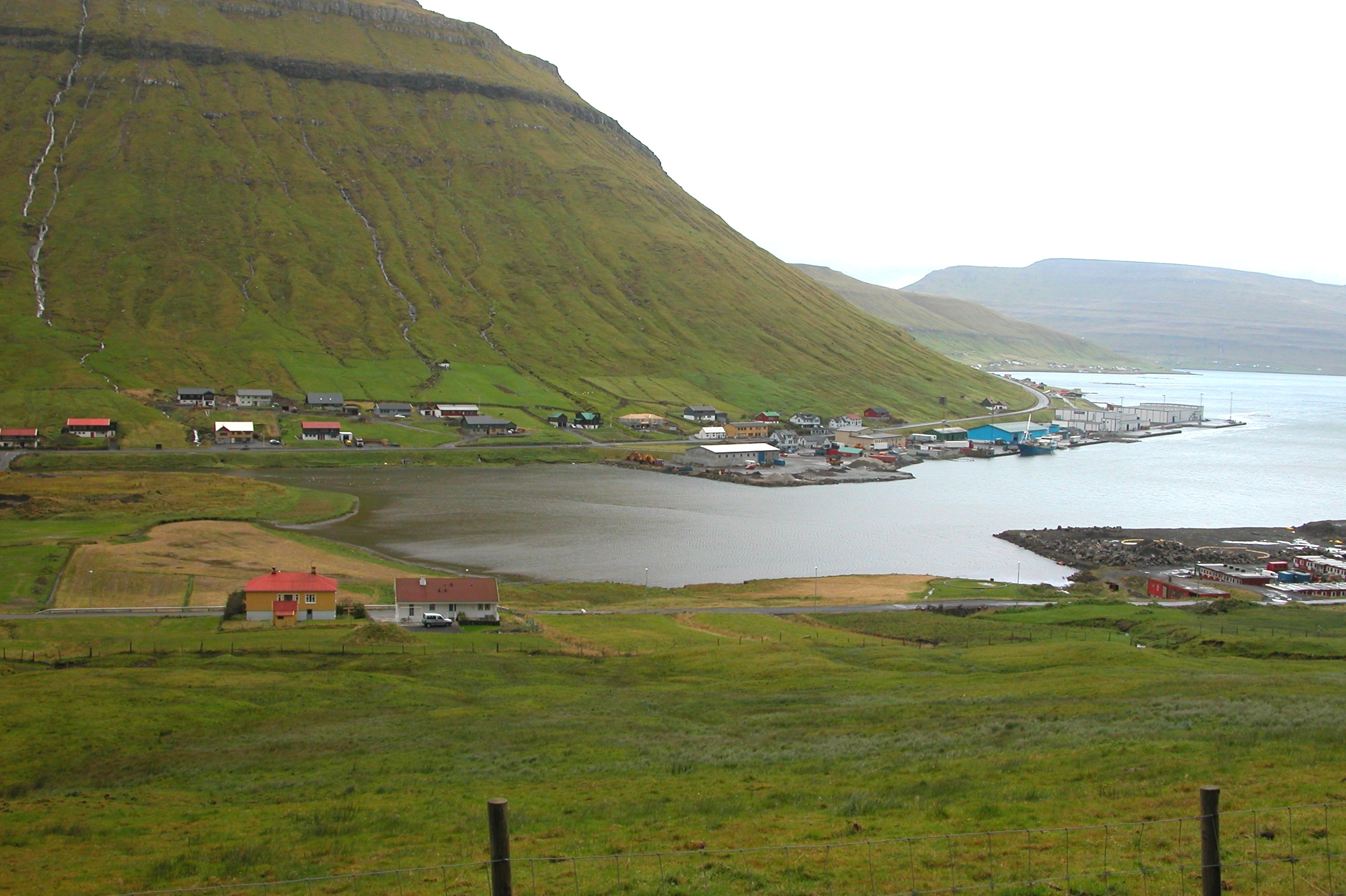
Vista geral
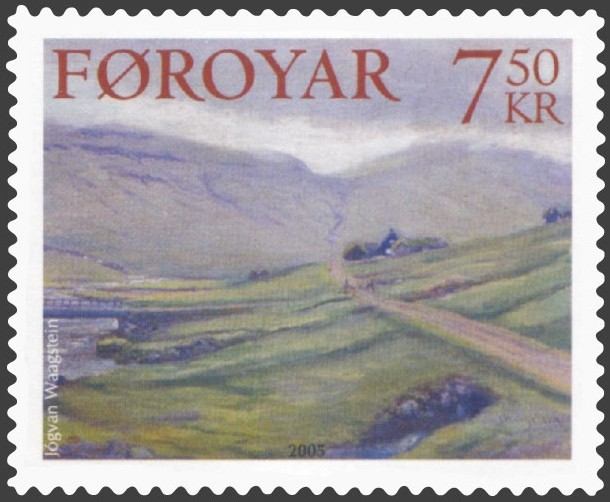
Selo mostrando Kollafjørður